# كهف إسكورال
كهف إسكورال (بالبرتغالية: Estação Arqueológica da Herdade da Sala/Gruta do Escoural‏) هو مبنى معروف بفن الصخور في العصر الحجري القديم وموقع للدفن الجنائزي، ويقع في بلدية مونتيمور نوفو البرتغالية، في أبرشية سانتياغو دو إسكورال المدنية.

## التاريخ
تعود أقدم بقايا للاستيطان البشري إلى 50.000 سنة قبل الميلاد. (المتعلقة بالعصر الحجري القديم الأوسط)، المرتبطة بالداخل من الكهف. جاء سكان الكهف الأوائل من مجموعات من البشر البدائيين الصيادين، الذين استخدموا الكهف كمأوى مؤقت من أجل الصيد. استنادًا إلى الأدلة العظمية داخل الكهف، قامت هذه المجموعات بمطاردة الأرخص، والأيل والحصن. تتعلق عناصر الفن الصخري أيضًا بالعصر الحجري القديم الأعلى (40.000 إلى 10.000 سنة قبل الميلاد) أو الأجزاء الأخيرة من العصر الحجري الحديث، عندما تم استخدام الجزء الداخلي كموقع جنائزي، بينما سكنت مستوطنة صغيرة المنطقة في الخارج. خلال العصر الحجري النحاسي، كانت هناك مستوطنة بشرية داخل الكهف، تطورت إلى موقع محصن بحلول نهاية العصر النحاسي.
بدأت سلسلة من التحقيقات الأثرية في عام 1963، تحت قيادة مانويل فارينيا دوس سانتوس، والتي استمرت إلى عام 1980، بينما أجرى فريق من المحققين الدوليين عمليات السبر في عام 1989.

## وصلات خارجية
- بوابة المغليثية